# Prosena dispar
Prosena dispar är en tvåvingeart som beskrevs av Macquart 1851. Prosena dispar ingår i släktet Prosena och familjen parasitflugor. Inga underarter finns listade i Catalogue of Life.